# Abdullah Hel Baki
Abdullah Hel Baki (Gazipur, 1º agosto 1989) è un tiratore a volo bangladese.
Ha partecipato ai Giochi di Rio de Janeiro 2016 e di Tokyo 2020, gareggiando nella categoria della Carabina.